# 鹿島塩ビモノマー
鹿島塩ビモノマー株式会社（かしまえんビモノマー）は、茨城県神栖市に本社を置く化学メーカー。

## 事業内容
塩ビモノマーの製造・販売を行う。生産能力は年間60万トンで、ほぼ全量を信越化学工業向けに供給する。

## 株主構成
- 信越化学工業 50%
- 三菱化学 25%
- AGC・カネカ 各10%
- ADEKA 5%

（2011年12月16日時点）
2012年3月末をめどに、旭硝子・ADEKA・カネカ出資分を信越化学工業が引き取り、信越化学工業・三菱化学の2社の共同出資となる予定である。